# 1941 في السويد
فيما يلي قوائم الأحداث التي وقعت خلال عام 1941 في السويد.

## كتب
من الكتب التي صدرت هذه السنة في السويد:
- 1 يناير – السفن الطويلة من تأليف فرانس جنر بنجتسون.

## مواليد

### فبراير
- 13 فبراير – بو سفينسن ممثل أمريكي.

### مارس
- 30 مارس – سفين هامرين درّاج طريق سويدي.

### أبريل
- 28 أبريل – آن مارغريت

### نوفمبر
- 12 نوفمبر – جورن فالديجورد سائق رالي سويدي.

## وفيات

### يناير
- 16 يناير – أوتو بيترسون (مواليد 1848)

### أبريل
- 24 أبريل – كارين بوي (مواليد 1900)

### مايو
- 26 مايو – كارل اوتو بونيير (مواليد 1856) ناشر سويدي.